# 林光 (1929年)
林光（1929年—），筆名林方仁、林方紅、李卞，男，臺灣新竹市人，現籍寄福建省連江縣，中国翻译家。

## 生平
臺灣新竹中學肄業，1949年6月高中2年級學期結束後離開臺灣，到中國北京，入北京華北人民革命大學學習，畢業後任職中華人民共和國中央人民政府出版總署，後調任俄華辭典編輯、外語工具書編輯等工作，最終以編審職稱自國營出版公司商務印書館離職退休。

## 著作
他獨力編寫中華人民共和國第1部面世的西漢詞典《簡明西漢詞典》（1965年出版）。參加《新西漢詞典》、《袖珍西漢詞典》、《葡漢詞典》、《西漢漢西詞典》、《精選西漢漢西詞典》等的編寫；擔任《簡明葡漢詞典》、《簡明葡萄牙語語法》、《牛津-杜登西語漢語圖文對照詞典》的責任編輯。
他還參加了《英華大詞典》修訂第2版的編輯工作，修訂總負責人是黨鳳德。
他1950年代的翻譯事業主要是將俄語作品原文翻譯為漢語，1960年代以後偶爾也從英文原文翻譯英美文學作品，後期致力於譯介西班牙語文學作品，主要譯作有烏拉圭作家；詩人奧拉希奧·基羅加（Horacio Quiroga）的選集《基羅加作品選》（含《愛情、瘋狂和死亡的故事》Cuentos de amor de locura y de muerte和《大森林的故事》Cuentos de la selva2部作品）、智利詩人；作家巴勃羅·聶魯達（Pablo Neruda，1971年諾貝爾文學獎得主）的回憶錄《回首話滄桑：聶魯達回憶錄》（Confieso que he vivido Memorias，有台灣版）和文選《聶魯達散文選》（與江志方等合作翻譯）等。
他與盛力（當時用筆名江禾）合作翻譯《征服新西班牙信史》（Historia verdadera de la conquista de la nueva España）等西班牙語古典作品。
他主編並參加翻譯《拉丁美洲散文選》。
他與李多、梁德潤合作編寫了1部小型的繁體《袖珍西漢詞典》在香港和臺灣出版。